# FLASH PAPA MENTHOL
『FLASH PAPA MENTHOL』（フラッシュ・パパ・メンソール）は、日本の音楽ユニットである電気グルーヴのカバー・アルバム。
1993年5月21日にキューン・ソニーレコードよりリリースされた。3枚目のアルバム『KARATEKA』（1992年）より7か月ぶりにリリースされた作品であり、2枚目のアルバム『FLASH PAPA』（1991年）の全収録曲をリメイクした音源が収録されている。
極端にリズムの速いロッテルダムテクノの手法や、ローランド・TB-303のサウンドを駆使した楽曲の他に、生楽器中心でアレンジされた楽曲も収録されている。趣味的な要素が強い作品のためメンバーは売り上げが伸びないことを予測していたが、本作はオリコンアルバムチャートにおいて最高位第11位となり、メンバーの想定よりも高い売り上げを記録することとなった。

## 背景
4枚目のアルバム『KARATEKA』（1992年）リリース後、電気グルーヴは同作を受けたコンサートツアー「全国鼻毛あばれ牛ツアー」を同年10月28日の名古屋ダイヤモンドホール公演を皮切りに、12月4日の静岡ロイヤルホテル BF ロイヤルホール公演まで11都市全11公演を実施した。ツアー中の11月2日には初の電気グルーヴ単独の日本武道館公演を実施、ステージ前説としてお笑いコンビの浅草キッドが出演、同公演の模様はライブ・ビデオ『ミノタウロス』（1993年）に収録された。同公演について瀧は、「無理やりやった武道館。すごくでっかいステージと音、すごくちっちゃい客席（笑）。うちらもともと武道館って会場になんの思い入れもないから、だからどうしたって感じだった」と述べている。また、同ツアーでは真心ブラザーズの楽曲「どか〜ん」（1990年）のカバーが披露された。12月31日には渋谷公会堂にて行われたイベントライブ「パチパチトマト」および渋谷クラブクアトロにて行われたイベントライブ「クラブ・ワンダーランド」に掛け持ちで参加、渋谷クラブクアトロ公演ではオルターネイト風の特殊なつなぎの衣装で登場し、最終曲「マイアミ天国」では共演者であったCutemen所属のCMJKが数小節分だけボーカルを担当した。
1993年3月3日放送のフジテレビ系クイズ番組『カルトQ』（1991年 - 1993年）のYMO特集に出演した砂原良徳は、優勝しカルトキングの座を勝ち取ることになった。同年4月からはテレビ東京系バラエティ番組『モグラネグラ』（1992年 - 1994年）の金曜パーソナリティーとして電気グルーヴがレギュラー出演することになり、結果として1993年10月までメンバー全員で出演することになった。その後1994年3月まではピエール瀧が単独で出演することになった。メンバー3人で出演していた際のコーナータイトルは「パンダの流れ作業∞」、瀧が単独で出演していた際のコーナータイトルは「瀧正則なかよしアワー」であった。4月21日には初のライブ・ビデオ『ミノタウロス』がリリースされ、同作に収録された「カフェ・ド・鬼（もっとおもしろい顔MIX）」のミュージック・ビデオが国際ハイビジョンコンクール最優秀賞を獲得した。

## 録音、制作
本作の企画はディレクターによって立案されたが、本作から制作に関する権限をディレクターからメンバー側に移行する形になったと石野は述べている。8枚目のアルバム『A』（1997年）も後にリミックス・アルバムとなる『recycled A』（1998年）がリリースされているが、それについて石野は「あれはリミックスだけど、これ（本作）はリメイク盤」であると述べた他、「メンソール」というタイトルはスムーズに決定したと述べている。また石野は1995年の時点で本作について「ここでの『電気ビリビリ』や『マイアミ天国』で、やっと、これこそ自分たちのやりたい音だって確信がもてた。そういう意味ではいまのうちらとストレートにつながるアルバム」と述べている。
前作『KARATEKA』は周囲の評価は高かったものの「わかりやすすぎるんじゃない?」という意見も挙げられており、「コレをやっちゃったら、終わりなんじゃないか」というほどポップな作風であったこともあり、砂原はその後のコンサートツアーにおいても「ネガティブになってたし、ライヴやってても楽しい感じは全然しなかった」と当時は活動に前向きではなかったと述べている。同作がリリースされたことによって、砂原は電気グルーヴとしての活動が「音楽的にかけ離れたところにいく可能性が出てきたな、自分との軸がズレてきたな」と感じるようになり、「これで終わりになるかもしれないとも思ってましたから」と述べていた。その当時に初のライブ・ビデオ『ミノタウロス』（1993年）のリリースが決定し、同作と同時にリリースする目的で本作の企画が持ち上がり、企画物でありながらも本作のレコーディングが開始したことによって「結果的に、これにすごい救われた」と砂原は述べている。砂原は本作において初めて単独でスタジオ作業を行うことが許可されており、「任せてもらえるようになった、と。認められたって意識よりは、やりやすいやって」という感想を述べた他、エンジニアの渡辺省二郎から音作りを教わったことが大きな出来事であると述べている。また後に砂原は本作を振り返った上で、「もちろんオーディエンスのことも考えているんですけど、この頃はバンドとしての代謝というか成長のほうがウェイトは全然あったと思います」と述べている。

## リリース、チャート成績、ツアー
本作は1993年5月21日にキューン・ソニーレコードからCDにてリリースされた。CD帯に記載されたキャッチコピーは「軽さのなかにも香りが仁王」となっている。全曲ともにオリジナル盤とは歌詞が異なっているが、CD付属の歌詞カードには歌詞が記載されておらず、「歌詞の違っているところは勝手にみつけやがれ」と本人達の意向を汲んだメッセージが記載されている。1994年3月21日にはMDにて本作が再リリースされた。
本作はオリコンアルバムチャートにて最高位第11位の登場週数5回で売り上げ枚数は6.3万枚となった。このチャート順位に関して石野は、次作である『VITAMIN』（1993年）が第5位であったことに不安を感じたと述べた上で、本作が第11位であったことに対しては「そっちのほうが素直に嬉しかった」と述べている。本作の売り上げが高くないと予測していた砂原は、この結果に対して「これが売れたら逆に怖いって。でもなぜか、意外に売れちゃって……。それまで苦労してやってきたプロモーション期間が終わった、ちょうどいい時期だったんでしょうね」と述べている。この売り上げ枚数は電気グルーヴのアルバム売上ランキングにおいて第6位となっている。
本作を受けたコンサートツアーは「Kicking Noise Of DENKI GROOVE 〜超巨大ダンプ豚グソ号発進ツアー」と題し、1993年5月13日の広島南区民文化センター公演を皮切りに、6月3日の大阪サンケイホール公演まで7都市全7公演が実施された。5月31日の愛知県勤労会館公演において、石野は会場を間違えて着物展示会開催中の名古屋市公会堂を訪れてしまい、「あのー、今日ここに出演する者なんですけど……」と伝えるも「ハァ?」と返答される事態となった。

## アートワーク
本作のアートワークはスージー甘金が担当しており、表面ジャケットの「DENKI GROOVE」の表記の中央に『FLASH PAPA』にて使用された人物像が小さなマークとして表記されているが、これについて石野は後に「ああ、ここにフラッシュ・パパがいるのか、気づかなかった」と述べており、瀧は「でもさすがに『フラッシュ・パパ』のアートワークは踏襲しないでしょ、心あるデザイナーなら（笑）」と述べている。内ジャケットにはメンバー3人を物に例えたイラストが掲載されているが、甘金との間で打ち合わせはほとんど行っておらず、これについて瀧は「それまで散々打ち合わせして細かく話したのに出てくるものがソレっていうのと、ほとんど打ち合わせしてないのに『あ、ナルホド』って思わせてくれるものが出てくるのだったら、そりゃ後者のほうを選ぶでしょ。そういう意味でスージーさんはすごく仕事がしやすかった」と述べている。砂原によればタイトルが『FLASH PAPA MENTHOL』と決定した時点でタバコの箱のイメージになったと推測した上で、『KARATEKA』以降はジャケットがパッケージのようなデザインになっていったと述懐し、「そういうことへも意識が行くようになったんだと思います」と述べている。
最初にデザインの打ち合わせに行った時点ではタイトルが決定していなかったと甘金は述べており、またその後話し合いの中で「メンソール」という案が出た際に瀧から「だったら煙草のパッケージかな」と提案されたためそのままデザインとして取り入れ、さらに白ケースを選択したと述べている。甘金の考えではジャケットのどこかに『FLASH PAPA』のイメージを入れる意向があり、『FLASH PAPA』のジャケットイラストをトレースした上で足を付けた「パパ」の絵をタバコのロゴマークのようにシンボリックに使用したと述べている。タイトル文字の書体はイタリアの雑誌『フラッシュ・アート』とほぼ同じものが使用され、下部に記載されている英文字は洋楽アルバムから拝借されており、文章の内容は甘金が独自で考案したものが採用されている。甘金によればメンバー3人を物に例えるというアイデアは石野から発案されたものであったと述べ、石野がカニで瀧がバナナ、砂原がオシドリでアメリカ合衆国のロックバンドであるディーヴォが着用していた帽子を被っている絵となっている。

## 収録曲
- CD付属の歌詞カードに記載されたクレジットを参照[10]。

| #         | タイトル                                                                         | 作詞                 | 作曲               | プロデュース、編曲                       | 時間  |
| --------- | -------------------------------------------------------------------------------- | -------------------- | ------------------ | ---------------------------------------- | ----- |
| 1.        | 「ウィー・アー」(WE ARE)                                                         | 石野卓球、ピエール瀧 | 石野卓球           | 電気GROOVE                               | 3:41  |
| 2.        | 「生ゴミOH2」(NAMAGOMI OH2)                                                      | 石野卓球             | 石野卓球           | 小西康陽                                 | 4:04  |
| 3.        | 「マイアミ天国」(MIAMI PARADISE)                                                 | 電気グルーヴ         | CMJK               | 電気GROOVE                               | 5:02  |
| 4.        | 「M.O.C.」                                                                       | 石野卓球             | CMJK               | ACROBAT BUNCH                            | 4:52  |
| 5.        | 「カフェ・ド・鬼（かなりおもしろい顔MIX）」(CAFE DE ONI KANARI OMOSHIROIKAO MIX) | 石野卓球             | 石野卓球           | ポール・エルスタック（ユーロマスターズ） | 4:50  |
| 6.        | 「ビコーズ」(BECAUSE)                                                            | 石野卓球             | 石野卓球           | 電気GROOVE                               | 3:46  |
| 7.        | 「ラガモン〜証城寺の狸ばやし」(RAGGAMON)                                         | 石野卓球、野口雨情   | 石野卓球、中山晋平 | 電気GROOVE                               | 9:13  |
| 8.        | 「CATV」                                                                         | 石野卓球             | 石野卓球           | 電気GROOVE                               | 2:48  |
| 9.        | 「Bingo!」                                                                       | 石野卓球             | 石野卓球、CMJK     | 近田春夫                                 | 4:18  |
| 10.       | 「電気ビリビリ」(DENKI BIRIBIRI)                                                 | 石野卓球             | 石野卓球           | 電気GROOVE                               | 7:03  |
| 合計時間: | 合計時間:                                                                        | 合計時間:            | 合計時間:          | 合計時間:                                | 49:37 |

## スタッフ・クレジット
- CD付属の歌詞カードに記載されたクレジットを参照[10]。

### 参加ミュージシャン、録音スタッフ
| 1. 「ウィー・アー」 - 良徳砂原 – プログラム、ミキシング・エンジニア - 渡辺省二郎 – ミキシング・エンジニア - サウンド・ダリ、セディックスタジオ – レコーディング・スタジオ 2. 「生ゴミOH2」 - 大森政人 – ミキシング・エンジニア - ソニー・ミュージック信濃町スタジオ – レコーディング・スタジオ - 福田裕彦 – キーボード - 沖山優司 – ベース - 河合マイケル – ドラムス - 坂元俊介 – シンセサイザー・オペレーション - ドンチャック'73 – コーラス 3. 「マイアミ天国」 - 石野卓球 – プログラム、ミキシング・エンジニア - 渡辺省二郎 – ミキシング・エンジニア - サウンド・ダリ、セディックスタジオ – レコーディング・スタジオ - ACROBAT BUNCH – コーラス 4. 「M.O.C.」 - 渡辺省二郎 – ミキシング・エンジニア - 石野卓球 – ミキシング・エンジニア - サウンド・ダリ、セディックスタジオ – レコーディング・スタジオ - 会田茂一 – ギター - Low IQ-Ichi – ベース - ching-pen – ドラムス（4曲目） - 及川 "I spy" 浩志 – パーカッション - 福岡康二 – キーボード - カンムリワシ – チョッチュネ スキャット 5. 「カフェ・ド・鬼（かなりおもしろい顔MIX）」 | 1. 「ビコーズ」 - 良徳砂原 – プログラム、ミキシング・エンジニア - 井上鑑 – ストリングス・アレンジ - 大森政人 – ミキシング・エンジニア - サウンド・ダリ、セディックスタジオ、ソニー・ミュージック信濃町スタジオ – レコーディング・スタジオ - 友田ストリングス – ストリングス 2. 「ラガモン〜証城寺の狸ばやし」 - 石野卓球 – プログラム、ミキシング・エンジニア - 渡辺省二郎 – ミキシング・エンジニア - 石野卓球自宅キッチン、サウンド・ダリ、セディックスタジオ – レコーディング・スタジオ 3. 「CATV」 - 良徳砂原 – プログラム、ミキシング・エンジニア - 曳田初子 – ボイス - 渡辺省二郎 – ミキシング・エンジニア - サウンド・ダリ、セディックスタジオ – レコーディング・スタジオ 4. 「Bingo!」 - 大森政人 – ミキシング・エンジニア - 近田春夫 – ミキシング・エンジニア - 電気GROOVE – ミキシング・エンジニア - ソニー・ミュージック信濃町スタジオ – レコーディング・スタジオ - 横銭ユージ – ドラムス - 沖山優司 – ベース - 岡田陽助 – ギター - 渡辺貴浩 – キーボード - NOGERA – パーカッション - 都並清史 – トランペット - 梅沢幸之助 – トロンボーン - 瓶家清 – サクソフォーン 5. 「電気ビリビリ」 - 石野卓球 – プログラム、ミキシング・エンジニア - 渡辺省二郎 – ミキシング・エンジニア - サウンド・ダリ、セディックスタジオ – レコーディング・スタジオ |

### 制作スタッフ
- 安部良一 – ディレクター
- 渡辺省二郎 – エンジニア
- 大森政人 – エンジニア
- 秋窪博一 – アシスタント・エンジニア
- 永山雄一 – アシスタント・エンジニア
- 徳永陽一 – アシスタント・エンジニア
- 橋本仁司 – アシスタント・エンジニア
- 田中三一 – マスタリング・エンジニア
- 後藤伸一 – マネージメント
- スージー甘金+コガネ虫スタジオ – アート・ディレクション
- 北岡一浩 – 写真撮影
- 丸山茂雄 – エグゼクティブ・プロデューサー
- 石井俊雄 – エグゼクティブ・プロデューサー
- avex trax – スペシャル・サンクス
- 永田一直 – スペシャル・サンクス
- ブラボー小松 – スペシャル・サンクス
- 野村昌史（カハ・デ・ムジカ） – スペシャル・サンクス
- 中西俊人 – スペシャル・サンクス
- 今利光 & 中沢寛（アフターワークス） – スペシャル・サンクス
- 山崎信明 – スペシャル・サンクス
- A.N.N.スタッフ – スペシャル・サンクス
- マドモアゼル朱鷺 – スペシャル・サンクス
- DJフミヤ – スペシャル・サンクス
- 野田努 – スペシャル・サンクス
- 33 (Thirty Three) – スペシャル・サンクス
- ローランド – スペシャル・サンクス

## チャート
| チャート         | 最高順位 | 登場週数 | 売上数  | 出典  |
| ---------------- | -------- | -------- | ------- | ----- |
| 日本（オリコン） | 11位     | 5回      | 6.3万枚 | [ 2 ] |

## リリース日一覧
| No. | リリース日    | レーベル                       | 規格         | カタログ番号 | 備考                   | 出典          |
| --- | ------------- | ------------------------------ | ------------ | ------------ | ---------------------- | ------------- |
| 1   | 1993年5月21日 | キューン・ソニーレコード       | CD           | KSC2 39      |                        | [ 11 ] [ 12 ] |
| 2   | 1994年3月21日 | キューン・ソニー               | MD           | KSY2-2011    |                        | [ 13 ] [ 14 ] |
| 3   | 2004年11月4日 | ソニー・ミュージックレーベルズ | ロスレスFLAC | -            | デジタル・ダウンロード | [ 1 ]         |
| 4   | 2020年6月19日 | ソニー・ミュージックレーベルズ | AAC-LC       | -            | デジタル・ダウンロード | [ 15 ]        |